# Jun Enomoto
Jun Enomoto (榎本 潤 Enomoto Jun?), född 13 maj 1977 i Saitama prefektur, är en japansk före detta fotbollsspelare.
Enomoto började sin karriär 1999 i FC Tokyo. Han spelade 10 ligamatcher för klubben. Han avslutade karriären 2001.